# Katolska ligan (italienska krigen)
Katolska ligan, Heliga ligan var en koalition mellan olika europeiska makter mellan 1508 och 1516 i syfte att försvara Italien mot Ludvig XII av Frankrike och stärka påvens makt.
Ligans medlemmar utgjordes av påven Julius II, Republiken Venedig, Schweiz, England under Henrik VIII, Aragonien under Ferdinand II och Maximilian, tysk-romersk kejsare.
Ligan led nederlag mot fransmännen i slaget vid Ravenna 11 april 1512 men tog därefter initiativet i kriget. Schweiziska trupper besegrade franska vid Milano 1512 och i slaget vid Novara i juni 1513 vilket slutligen tvingade Frankrike att dra sig ur Italien.
England hade också framgångar i norra Frankrike genom belägringarna av Therouanne och Tournais och i sporrslaget vid Guinegate. Engelsmännen motstod samtidigt ett skotskt invasionsförsök (slaget vid Flodden där Jakob IV av Skottland stupade).
Ligan upplöstes efter Julius II:s död i februari 1513 men de italienska krigen varade ända till 1559.